# Fulke Greville (1er baron Brooke)
Fulke Greville (3 octobre 1554 - 30 septembre 1628) est un poète élisabéthain, dramaturge et homme d'État qui siège à la Chambre des communes à plusieurs reprises entre 1581 et 1621, lorsqu'il est élevé à la pairie.
Greville est un administrateur compétent qui sert la couronne anglaise sous Elisabeth Ire et Jacques Ier  comme trésorier de la marine, chancelier de l'échiquier et commissaire du Trésor, et qui pour ses services est fait, en 1621, baron Brooke. Greville obtient le château de Warwick en 1604, apportant de nombreuses améliorations. Greville est surtout connu aujourd'hui comme le biographe de Philip Sidney, et pour sa poésie sobre, qui présente des vues sombres, réfléchies et distinctement calvinistes sur l'art, la littérature, la beauté et d'autres sujets philosophiques.

## Biographie
Fulke Greville, né le 3 octobre 1554 à Beauchamp Court, près d'Alcester, dans le Warwickshire, est le fils unique de Sir Fulke Greville (1536–1606) et d'Anne Neville (morte en 1583), la fille de Ralph Neville (4e comte de Westmorland) . Il est le petit-fils de Sir Fulke Greville (décédé le 10 novembre 1559) et d'Elizabeth Willoughby (inhumée le 15 novembre 1562), fille aînée de Robert Willoughby, 2e baron Willoughby de Broke . Le seul autre enfant du mariage est une fille, Margaret Greville (1561-1631/2), qui épouse Sir Richard Verney .
Il est envoyé en 1564, le même jour que son ami de toujours, Philip Sidney, à la Shrewsbury School. Il va ensuite au Jesus College de Cambridge en 1568.
Sir Henry Sidney, père de Philip et président du Conseil du Pays de Galles et des Marches, donne à Greville en 1576 un poste lié à la cour des Marches galloises, mais Greville démissionne en 1577 pour aller à la cour de la reine Elisabeth Ire avec Philippe Sidney. Là, Greville devient un grand favori de la reine, qui apprécie son caractère sobre et ses compétences administratives. En 1581, il est élu lors d'une élection partielle comme député de Southampton . La reine Elisabeth le nomme secrétaire de la principauté de Galles en 1583. Cependant, il tombe en disgrâce plus d'une fois pour avoir quitté le pays contre sa volonté.

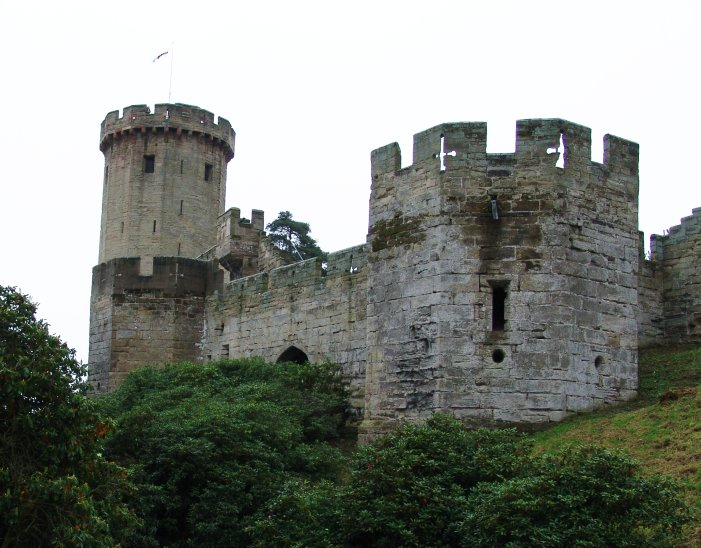
Le château de Warwick sur la rivière Avon en 2004.

En 1581, lors d'un tournoi de Whitehall en l'honneur des ambassadeurs français, Greville, Philip Sidney, Philip Howard comte d'Arundel et Frederick Lord Windsor organisent un divertissement sous le nom de "Four Foster Children of Desire". Les ambassadeurs travaillent sur les plans du mariage d'Élisabeth avec François, duc d'Anjou. Les "Foster Children" assiégent la "Forteresse de Perfect Beautie". Après deux jours de défis, les "Enfants" ont admis leur défaite. Le divertissement est conçu pour faire passer l'idée qu'Elisabeth est inaccessible, en opposition au mariage français .
Greville, Philip Sidney et Sir Edward Dyer sont membres de " l'Aréopage ", la clique littéraire qui, sous la direction de Gabriel Harvey (en), soutient l'introduction des mètres classiques dans le vers anglais. Sidney et Greville s'arrangent pour naviguer avec Francis Drake en 1585 dans son expédition contre les Antilles espagnoles, mais Elisabeth interdit à Drake de les emmener avec lui, et refuse également la demande de Greville d'être autorisé à rejoindre l'armée de Robert Dudley aux Pays-Bas. Philip Sidney, qui prend part à la campagne, est tué le 17 octobre 1586. Greville commémore son ami bien-aimé dans Une dédicace à Sir Philip Sidney.
Greville participe à la bataille de Coutras en 1587 . Vers 1591, Greville sert pendant une courte période en Normandie sous le roi Henri IV dans les guerres de religion françaises. C'est sa dernière expérience de la guerre.
Greville représente le Warwickshire au parlement en 1592-1593, 1597, 1601 et 1621. En 1598, il est nommé trésorier de la marine, et il conserve le poste pendant les premières années du règne de Jacques Ier.
Greville reçoit le château de Warwick situé sur un méandre de la rivière Avon dans le Warwickshire du roi Jacques Ier en 1604 . Le château est dans un état délabré lorsqu'il en prend possession et il dépense 20 000 £ pour lui redonner sa gloire d'antan ,.
En 1614, il devient chancelier et sous-trésorier de l'échiquier, et tout au long du règne, il est un partisan apprécié de Jacques Ier, bien qu'en 1615 il préconise la convocation du Parlement. En 1618, il devient commissaire du trésor, et en 1621 il est élevé à la pairie avec le titre de baron Brooke, titre qui avait appartenu à la famille de sa grand-mère paternelle.
En 1628, Greville est poignardé dans sa maison de Holborn, à Londres, par Ralph Haywood, un serviteur qui croyait qu'il avait été trompé en étant exclu du testament de son maître. Haywood retourne ensuite le couteau contre lui. Les médecins de Greville soignent ses blessures en les remplissant de graisse de porc. Plutôt que favoriser la cicatrisation comme espéré, la graisse de porc devient rance et infecte les plaies. Grenville meurt quatre semaines après l'attaque . Son corps est ramené à Warwick, où il est enterré dans la Collegiate Church of St Mary.
Greville a de nombreuses rues qui portent son nom dans le quartier Hatton Garden de Holborn, Londres.

## Travaux littéraires
Greville est surtout connu par sa biographie de Sidney (composée vers 1610-1612), qui circule en manuscrit sous le titre A Dedication to Sir Philip Sidney . Il est publié en 1652 sous le titre La vie du célèbre Sir Philip Sidney.
La poésie de Greville se compose de tragédies de placard, de sonnets et de poèmes sur des sujets politiques et moraux. Son style est grave et sentencieux.
Les œuvres de Greville comprennent :
- Une dédicace à Sir Philip Sidney

Drame
- Alaham
- Mustapha

poèmes en vers
- Caelica dans CX Sonnets
- de la monarchie
- Un traité de religion
- Un traité d'apprentissage humain
- Une Inquisition sur la renommée et l'honneur
- Un traité de guerres

Prose diverse
- une lettre à une « dame honorable »,
- une lettre à Grevill Varney en France,
- une courte allocution prononcée au nom de Francis Bacon

### Éditions
Les œuvres de Greville sont rassemblées et réimprimées par Alexander Balloch Grosart, en 1870, en quatre volumes. Poetry and Drama of Fulke Greville, édité par Geoffrey Bullough, est publié en 1938. Les uvres en prose de Fulke Greville, éditées par John Gouws, sont publiées en 1986. The Selected Poems of Fulke Greville édité par Thom Gunn, avec une postface de Bradin Cormack, est publié en 2009 (University of Chicago Press  (ISBN 978-0-226-30846-3)).
- La tragédie de Mustapha (Londres : Imprimé par J. Windet pour N. Butter, 1609).
- Certaine Learned and Elegant Works (Londres : Imprimé par E. Purslowe pour H. Seyle, 1633) comprend A Treatise of Humane Learning, An Inquisition on Fame and Honor, A Treatise of Wars, Alaham, Mustapha, Caelica, A Letter to an Honorable Lady, et une lettre de voyage .
- Les restes de Sir Fvlk Grevill Lord Brooke: Being Poems of Monarchy and Religion: Never Before Printed (Londres: Imprimé par TN pour H. Herringman, 1670) comprend un traité de monarchie et un traité de religion .
- Poems and Dramas of Fulke Greville, First Lord Brooke, 2 volumes, édité par Geoffrey Bullough (Édimbourg : Oliver & Boyd, 1939 ; New York : Oxford University Press, 1945) comprend Caelica, A Treatise of Humane Learning, An Inquisition upon Fame et Honneur, Un traité de guerres, Mustapha et Alaham .
- The Remains: Being Poems of Monarchy and Religion, édité par GA Wilkes (Londres : Oxford University Press, 1965) comprend A Treatise of Monarchy et A Treatise of Religion .
- The Prose Works Fulke Greville, Lord Brooke, édité par John Guows (Oxford : Oxford University Press, 1997), publié dans le cadre de la série Oxford English Texts. Une édition savante de ses œuvres en prose, avec un texte faisant autorité, ainsi qu'une introduction, des notes de commentaires et un appareil savant.

Le principal dépôt des documents de Fulke Greville est la British Library (Additional MSS 54566-71, the Warwick Manuscripts ; lettres dans le Earl Cowper mss.). Des manuscrits individuels de la Dédicace à Sir Philip Sidney se trouvent à la Bodleian Library, Oxford (un manuscrit ayant appartenu au Dr BE Juel-Jensen) ; Trinity College, Cambridge (MSS R.7.32 et 33); et la bibliothèque Shrewsbury (MS 295).

## Réception critique
Charles Lamb commente ainsi Greville : « Il est en neuf parties Machiavel et Tacite, pour l'une de Sophocle et Sénèque. . . Que nous regardions ses pièces de théâtre ou ses poèmes d'amour les plus passionnés, nous trouverons tous figés et figés par l'intellect."  Il parle ensuite de l'obscurité de l'expression qui traverse toute la poésie de Greville.
Andrea McCrea voit l'influence de Justus Lipsius dans la Lettre à une honorable dame, mais détecte ailleurs un scepticisme plus proche de Michel de Montaigne .
Une élégie rimée sur Greville, publiée dans les Inedited Poetical Miscellanies de Henry Huth, porte des accusations d'avarice contre lui.

## Famille
Lord Brooke, qui ne s'est jamais marié, ne laisse aucun héritier naturel, et sa baronnie aînée (Brooke) passe à son cousin et fils adoptif, Robert Greville (1608-1643), qui prend le parti du Parlement pendant la guerre civile anglaise et bat les Royalistes dans une escarmouche à Kineton en août 1642. Robert est tué pendant le siège de Lichfield le 2 mars 1643, n'ayant survécu que quinze ans à Greville. Son autre baronnie (Willoughby de Broke) passe à sa sœur Margaret, épouse de Sir Richard Verney.